# Viaduc de Sart-Bernard
Le viaduc de Sart-Bernard est un viaduc autoroutier assurant le passage de l'E411 à Sart-Bernard.